# Еглинтън
Ѐглинтън (на английски: Eglinton; на ирландски: An Mhagh) е село в северната част на Северна Ирландия. Разположен е на брега на езерото Лох Фойл в район Дери Сити на графство Лъндъндери. Намира се на около 95 km северно от столицата Белфаст. Основан е през 1619 г. Има жп гара от 29 ноември 1852 г., от която се пътува по крайбрежието от Дери до Портръш. До западната му част е летището на Дери. Населението му е 3165 жители според данни от преброяването през 2001 г.